# Анета (Тексас)
Анета (енгл. Annetta) град је у америчкој савезној држави Тексас. По попису становништва из 2010. у њему је живело 1.288 становника.

## Демографија
Према попису становништва из 2010. у граду је живело 1.288 становника, што је 180 (16,2%) становника више него 2000. године.
| Група             | 2000.         | 2010.         |
| Белци             | 1.062 (95,8%) | 1.207 (93,7%) |
| Афроамериканци    | 4 (0,4%)      | 3 (0,2%)      |
| Азијати           | 1 (0,1%)      | 6 (0,5%)      |
| Хиспаноамериканци | 26 (2,3%)     | 43 (3,3%)     |
| Укупно            | 1.108         | 1.288         |